# 上苑艺术馆
上苑艺术馆（英語：Shangyuan Art Museum）是一组位于北京的美术馆合称，由21座艺术建筑物组成。

## 历史
2000年由艺术家程小蓓发起，2007年建立于北京怀柔区桥梓镇沙峪口村，是艺术家和当地村委会合资兴办的艺术家基地。占地面积30,000平方米，总建筑面积19,700平方米。包括文学馆、美术馆、图书馆、艺术家工作室等。

## 营业时间
- 周一至周日：上午八点半至下午五点半